# Demogorgon

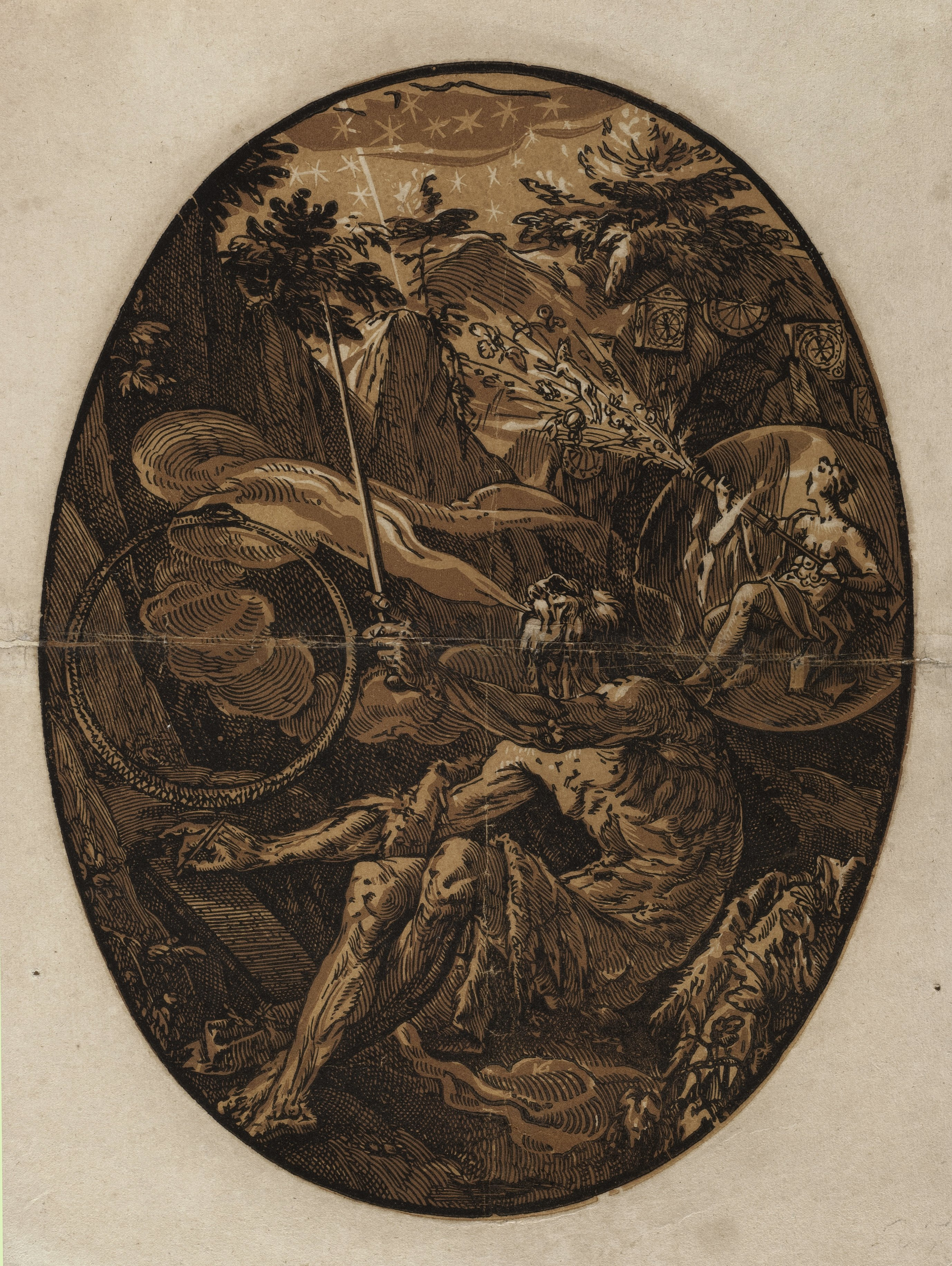
De
Demogorgon in de Grot van de Eeuwigheid - Goltzius.

Demogorgon é um anjo ou demônio associado ao Submundo. Apesar de ser frequentemente atribuido à mitologia grega, o nome provavelmente surge de um equivoco no processo de transcrição de um comentário de Lactantius Placidus por um copista desconhecido. O conceito remonta ao termo original demiurgo.

## Etimologia
A origem da palavra Demogorgon não é inteiramente clara, apesar de que a maioria dos acadêmicos a considera uma transcrição equivocada da palavra grega δημιουργόν (dēmiourgón, forma acusativa de δημιουργός, 'demiurgo') baseada nas variações de um manuscrito, na mais antiga referência explícita encontrada em Lactantius Placidus (Jahnke 1898, Sweeney 1997, Solomon 2012). Boccaccio, em seu influente texto Genealogia Deorum Gentilium, cita um trabalho, atualmente perdido, de Theodontius e Pronapides como uma autoridade para a afirmação da ideia de que o Demogorgon é o antecedente de todos os deuses. O historiador de arte Jean Seznec conclui que "Demogorgon é um erro gramático, se tornou um deus".
As variações latinas do nome citadas por Ricardus Jahnke incluem "demoirgon", "emoirgon", "demogorgona", "demogorgon", tendo o primeiro editor crítico Friedrich Lindenbrog (Fridericus Tiliobroga) conjurado "δημιουργόν" como o protótipo em 1600. Várias outras teorias sugerem que o nome é derivado da combinação das palavras gregas δαίμων daimon ('espírito' dado as conotações de 'demônio' no cristianismo da alta idade média)- ou, de maneira menos provável δῆμος dêmos ("povo")—e γοργός gorgós ("rápido") ou Γοργών Gorgṓn, monstros da mitologia grega antiga presentes na Teogonia de Hesíodo.